# Pokémon Stadium
Pokémon Stadium (яп. ポケモンスタジアム2 покэмон сутадзиаму цу:, «Покемон: Стадион», в Японии «Покемон: Стадион 2») — компьютерная игра в жанре пошаговой стратегии, разработанные совместно Nintendo EAD и HAL Laboratory и выпущенные Nintendo 30 апреля 1999 года в Японии, 29 февраля 2000 года в Америке и 7 апреля 2000 года в Европе. Хотя по всему миру эта игра известна как Pokémon Stadium, но в Японии она продавалась под названием Pokémon Stadium 2 и является продолжением Pokémon Stadium, не изданной на Западе. Игра была переиздана на Nintendo Switch в рамках сервиса Nintendo Switch Online 12 апреля 2023 года.

## Геймплей
Цель игры — выиграть все кубки на стадионе и пройти весь Замок лидеров стадионов. Когда выиграны все кубки и пройден Замок лидеров стадионов, появится Мьюту, с которым можно будет сразиться. Когда игрок побеждает его, открывается второй раунд (англ. Round 2), и, чтобы пройти игру, нужно будет заново взять все кубки, пройти Замок и победить Мьюту. Кроме того, можно участвовать в различных турнирах покемонов, которые проходят на стадионе. Всего существует четыре турнира, каждый из них проходит по своим правилам. Игрок выбирает команду из шести покемонов из предложенных или из переданных из Red, Blue и Yellow. Каждый раунд состоит из восьми боёв, где игроку будет позволено взять на битву только трёх покемонов из шести — каждый раунд можно брать новых трёх покемонов из своей команды, а чтобы пройти Поке-турнир (англ. Poké Cup) и Премьер-турнир (англ. Prime Cup), нужно пройти четыре раунда.
Кроме того, игрок может сразиться с восемью лидерами стадионов из Red, Blue и Yellow. Перед тем, как сразиться с лидером, требуется победить трёх тренеров покемонов. Также, как и в Red, Blue и Yellow, после победы над всеми лидерами, игрок сражается с Элитной четвёркой (англ. Elite Four) и с Чемпионом (англ. Champion). Всякий раз, когда игрок побеждает Элитную четвёрку, игроку даётся случайный бонусный покемон, которого можно переправить в Red, Blue и Yellow. Бонусные покемоны включают в себя Бульбазавра, Чармандера, Сквиртла, Хитмонли, Хитмончана, Иви, Оманайта и Кабуто.

### Боевая система

Битва в игре. Покемон игрока (снизу) сражается с вражеским покемоном (сверху)

Боевая система игры по большей части без изменений взята из Red, Blue и Yellow. Игрок использует своих покемонов, чтобы сражаться с покемонами других тренеров. Бои проходят в пошаговом режиме. Во время боя можно приказать своему покемону использовать ту или иную способность, сменить сражающегося покемона на другого или сдаться и отказаться от участия в турнире. Потеряв всех своих покемонов, игрок проигрывает. У каждого покемона есть очки жизни, если они иссякают, то покемон не может больше сражаться. Кроме того, они принадлежат к разным типам и категориям по стихийной принадлежности. Тип определяет, к атакам какого типа покемон будет устойчив, или, наоборот, уязвим. У некоторых покемонов могут быть одновременно два типа, при этом сохраняется ряд их особенностей. Несмотря на то, что боевая механика осталась неизменной, управление было изменено: теперь пункты меню нужно выбирать, нажимая определённые кнопки или двигая аналоговый стик джойстика Nintendo 64 в определённые стороны. Принципиальное отличие от боевой системы в портативных выпусках сериала состоит в том, что во время битв нельзя использовать предметы и после победы покемоны не получают опыт.

## Разработка и выпуск
Работая в качестве посредника между Game Freak и Nintendo, Сатору Ивата помог программировать Pokémon Stadium для Nintendo 64, прочитав исходный код Pokémon Red и Green и перенеся боевую систему в новую игру за одну неделю.
До выхода Pokémon Stadium в США и Японии 1 августа 1998 года состоялся релиз игры под названием Pocket Monsters Stadium. В ней можно было играть только за 42-х покемонов, а не 151 как это было в Pokémon Red и Blue, остальных можно было только просмотреть в Покедексе, но эти модели не имели боевой анимации. Эта версия не выпускалась за пределами Японии и не выходила в продаже нигде, поэтому нумерация японских игр и игр для других регионов не совпадает. Эта игра изначально планировалась для дополнения к консоли Nintendo 64 DD, но так как она провалилась в продажах, то Pokémon Stadium издали на картридже. Планировалось также дополнение для Nintendo 64 DD, но оно не вышло. Первую игру ругали за чересчур высокую сложность, поэтому искусственный интеллект соперников в сиквеле сделали намного проще.
Вторая игра называлась Pocket Monsters Stadium 2, но в Северной Америке и Европе она вышла под названием Pokémon Stadium. В отличие от изначальной игры, сиквел включал в себя уже всех 151 покемонов из Red и Blue. Для североамериканской версии игры даже была добавлена возможность переносить покемонов Red и Blue и Yellow через N64 Transfer Pak. Также эта версия выходила в составе бандла, включавшего кроме самой игры Transfer Pak, саму консоль Nintendo 64 с серым контроллером, специальный фиолетовый геймпад, официальное руководство по игре от издательства Prima Games и карточку «Cool Porygon» (рус. Крутой Поригон), предназначенную для карточной игры Pokémon.

## Отзывы и популярность
| Сводный рейтинг    | Сводный рейтинг |
| Агрегатор          | Оценка          |
| ------------------ | --------------- |
| GameRankings       | 78,60 %         |
| MobyRank           | 72/100          |
| Иноязычные издания |                 |
| Издание            | Оценка          |
| AllGame            | [ 14 ]          |
| Famitsu            | 33/40           |
| GamePro            | 4/5             |
| GameRevolution     | B-              |
| GameSpot           | 5,7/10          |
| IGN                | 8,2/10          |
| Nintendo Power     | 8,8/10          |
| RPGamer            | 5/10            |

В общем и целом Pokémon Stadium была успешной и получила в основном высокие оценки в обзорах, получив 79,34 % на сайте Game Rankings. Критики в основном хвалили графику и игровой процесс. Обозреватель IGN написал, что «эти гладкие красивые трёхмерные модели покемонов не просто великолепно прорисованы, и не просто похожи на облик своих сородичей в аниме-сериале, но ещё настолько хорошо анимированы, будто Nintendo сняла на видеокамеру реальных покемонов». IGN дала игре оценку в 8,2 балла из десяти возможных. Allgame отметил скрупулёзную прорисовку моделей покемонов, мини-игры и игровой процесс, однако, сочтя, что звук «мог быть и лучше». Также обозреватель рекомендовал покупать данную игру только обладателям Game Boy и игры Pokémon Red, Blue и Yellow. Сайт Game Revolution раскритиковал раздражающий голос комментатора во время битв, впрочем, похвалив сложность битв и графику. Сайт Nintendojo также раскритиковал повторяющиеся и однообразные реплики комментатора битв, однако похвалил мини-игры, интерфейс и графическое исполнение. В итоге сайт поставил Stadium оценку в 7,5 баллов из десяти, но при этом рекомендовал её лишь фанатам Red, Blue и Yellow для Game Boy.
С другой стороны, многим критикам не понравилось отсутствие традиционных элементов японской ролевой игры, в частности, сюжета; например Джефф Герстманн, обозреватель сайта GameSpot, отметил, что «…если вам хочется больше сюжета и меньше однообразных боёв в стиле RPG, то Stadium разочарует вас», дав игре низкую оценку в 5,7 баллов из десяти возможных. Сайт RPGamer счёл, что самое лучшее в Stadium — это боевая система, однако раскритиковал полное отсутствие сюжетной линии в игре, а звуковое сопровождение назвал «невзрачным». Продажи Pokémon Stadium были достаточно высокими: по всему миру было продано 5,45 миллионов картриджей, из них 3,18 млн в Америке, 1,24 млн в Европе, 0,94 в Японии и 0,09 по всему остальному миру.